# Партизанский полк Каяани
Партизанский полк Каяани (фин. Kajaanin sissirykmentti) — отряд белофиннского Шюцкора в финляндской гражданской войне 1918 года. Был сформирован в Каяани, действовал в Оулу и Северном Саво. Участвовал в крупных сражениях и белом терроре. Основным командиром формирования являлся Элья Рихтниеми, одним из бойцов — будущий президент Финляндии Урхо Кекконен.

## Белые Каяани
С осени 1917 в Каяани обострилось противоборство между социалистической Красной гвардией и консервативно-националистическим Охранным корпусом (Шюцкор). В конце января 1918 стал очевиден назревающий в Хельсинки захват власти пробольшевистским правительством. Консервативные активисты в Каяани решили действовать на упреждение.
24 января 1918 состоялось собрание местных бойцов Шюцкора. Было решено сформировать белый партизанский полк для вооружённой борьбы против красных. Начальником штаба стал почтмейстер Теодор Стрёмберг. В штаб также вошли предприниматель Элиас Вяюрюнен, банковский служащий Альбинус Хяюринен, лесник Юрьё Танхуа, техник Лаури Покки, студент Эйно Лёнбум, семинарист Каарло Пеюрю, учащиеся школы Пою Странд и Антти Хурсканен. Оперативное командование приняли на себя офицеры-егеря Элья Рихтниеми и Йохан Беньямин Яухиайнен. Командирами рот были Вилье Хювяринен, Ээлис Антикайнен, Оскари Ренкя.

## Отряд на войне
28 января белые партизаны разоружили русских военнослужащих, 1 февраля — красногвардейцев, 5 февраля они атаковали Куопио. После взятия белыми Оулу 3 февраля отряд получил от командования Шюцкора несколько сотен винтовок и боезапас для пулемётов.
Через нескольких недель партизанских боёв, 21 марта (по другим данным — в апреле), Партизанский полк Каяани был преобразован в 1-й батальон полка Северного Саво и включён в войсковую группу белых Саво. Командование было поручено лейтенанту Э. Рихтниеми. Общая численность формирования достигала 582 человек. Отряд принимал участие в крупных сражениях гражданской войны — взятии Куопио, Ийсалми и Выборгском сражении.
Относительно участия партизан в сражении за Выборг существуют разные точки зрения: по некоторым данным, они привлекались не к боям за город, а к «предварительным зачисткам». Партизаны активно проводили белый террор, расправляясь с пленными красногвардейцами (особенно в Ямсе), русскими и поляками, в том числе случайными людьми (особенно после Выборгской резни).

## Известные партизаны
После победы белых в гражданской войне Элья Рихтниеми участвовал в Эстонской освободительной войне в составе добровольческого формирования Сыновья Севера. В период с 6 августа по 8 октября 1919 года, командовал вооружёнными силами Республики Северная Ингрия, затем командовал дивизией финской армии. Он сыграл видную роль в подавлении антиправительственного мятежа в Мянсяля в феврале-марте 1932 года, предложив повстанцам приемлемые условия сдачи. Йохан Яухиайнен продолжал армейскую службу, участвовал в советско-финских войнах 1940-х годов.
Одним из бойцов Партизанского полка Каяани был 17-летний Урхо Кекконен — президент Финляндии в 1956—1981 годах. Эта часть его биографии отражена в мемуарах. Он имел поощрение белого командования за хорошее несение службы. Интересно, что активный белофинн Кекконен на президентском посту проводил политику сближения с СССР.